# Андрея Шамбев
Андрея Дамянов Шамбев е български революционер, деец на Вътрешната македоно-одринска революционна организация.

## Биография
Андрея Шамбев е роден през 1865 година в битолското село Смилево, тогава в Османската империя. Присъединява се към ВМОРО в 1896 година и до 1903 година действа като легален член - приема чети и пренася оръжие. При избухването на Илинденско-Преображенското въстание през лятото на 1903 година влиза в четата на Димитър Кромидаров и е повторно заклет пред Дамян Груев и Борис Сарафов. Участва в голямото сражение при Старите Смилевски гробища. След въстанието продължава с революционната си дейност.
На 1 март 1943 година, като жител на Битоля, подава молба за народна пенсия, която е одобрена и отпусната от Министерския съвет на Царство България.